# Nawābganj (ort i Indien, Gonda)
Nawābganj är en ort i Indien.   Den ligger i distriktet Gonda och delstaten Uttar Pradesh, i den nordöstra delen av landet, 500 km öster om huvudstaden New Delhi. Nawābganj ligger 100 meter över havet och antalet invånare är 17 015.
Terrängen runt Nawābganj är mycket platt. Runt Nawābganj är det tätbefolkat, med 591 invånare per kvadratkilometer. Närmaste större samhälle är Ayodhya, 9,6 km sydost om Nawābganj. Trakten runt Nawābganj består till största delen av jordbruksmark.